# روبن فيشر (مؤرخ)
روبن فيشر هو مؤرخ كندي، ولد في 1946.